# Hoplaster spinosus
Hoplaster spinosus är en sjöstjärneart som beskrevs av Perrier, in Milne-Edwards 1882. Hoplaster spinosus ingår i släktet Hoplaster och familjen Odontasteridae. Inga underarter finns listade i Catalogue of Life.